# Guds moders avsomnandes kyrka, Dobrinisjte
Guds moders avsomnandes kyrka är en bulgarisk-ortodox kyrkobyggnad belägen i distriktet Dobrinisjte i regionen Blagoevgrad i sydvästra Bulgarien.
Kyrkan är helgad åt högtiden Guds moders avsomnande, som är östortodoxa kyrkans benämning på Jungfru Marie himmelsfärd.
Den är även den äldsta kyrkan i området.

## Historik
Guds moders avsomnandes kyrka i Dobrinisjte byggdes under 1684. Kyrkan förstördes dock av turkarna (när Bulgarien var erövrat av Osmanska riket), men byggdes upp igen under 1700-talet.
Under Balkankrigen (1912–1913) förstördes kyrkan återigen, fast nu av grekerna.
1980 förföll kyrkan, men uppfördes igen 1985.

## Inventarier
- Inne i kyrkan finns en ikon gjord av sten från 1800-talet.[3]
- Ikonostasens ikoner är ett gjorda av Christo Popkonstantinov från byn Banja.[2]

- Fresker finns också i kyrkan.[2]

## Bilder

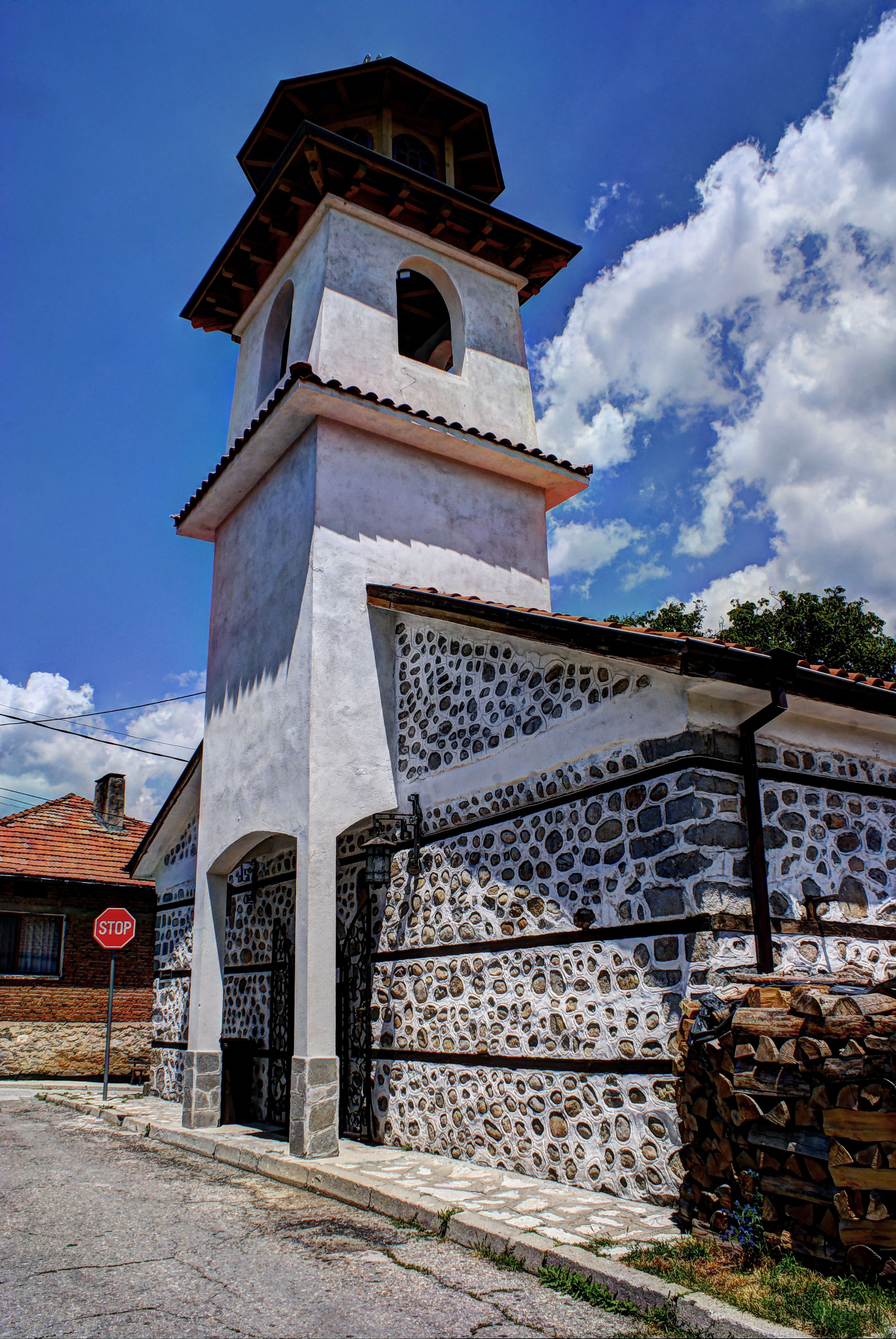
Klocktornet
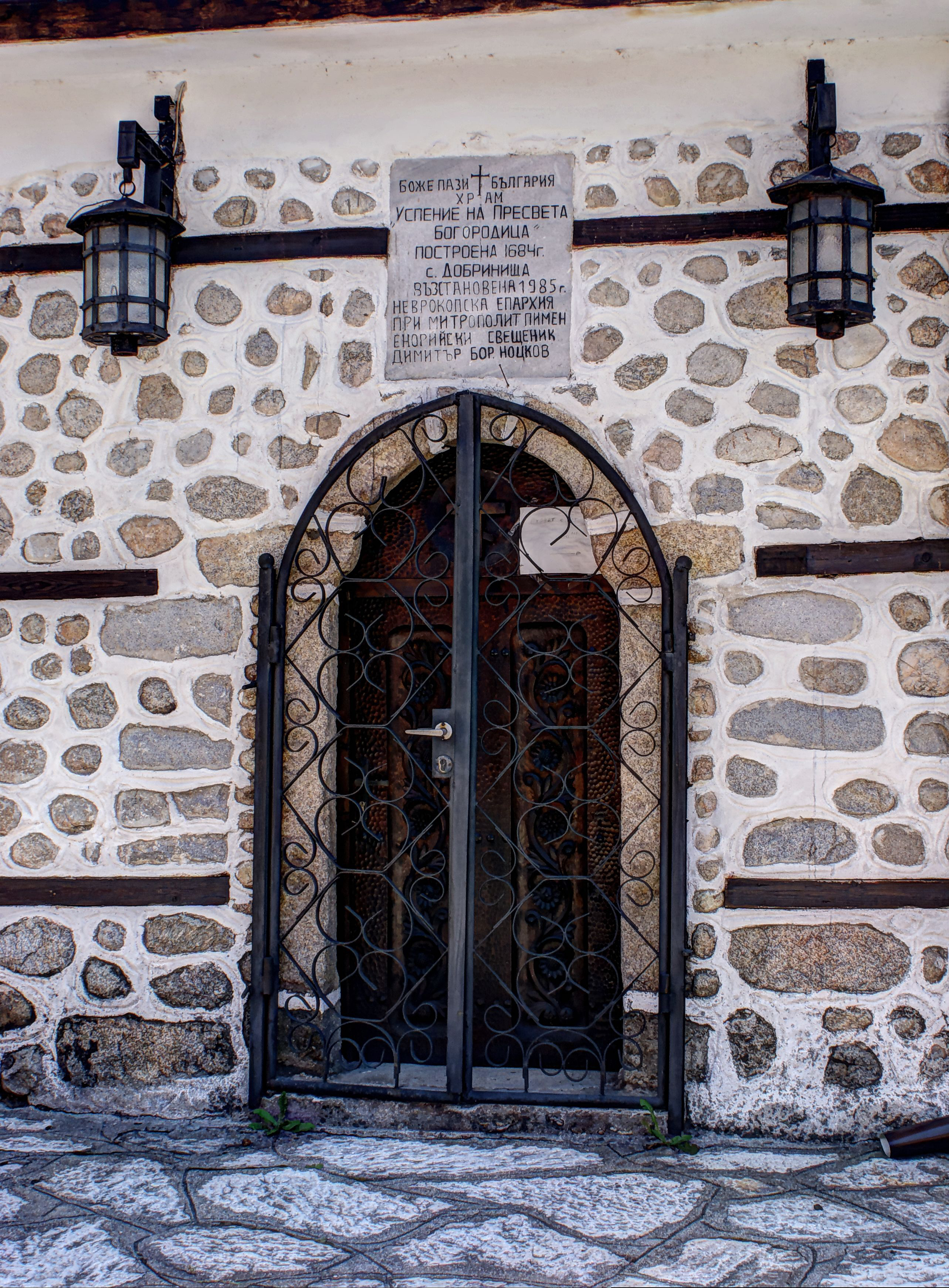
Entrén

### Allmänna källor
- Храм на 330 години отново оживява в Добринище - По света и у нас - БНТ Новини (bntnews.bg)
- Църква “Успение на Пресвета Богородица” (visit-dobrinishte.bg)
- Почивка в Добринище - забележителности в Добринище (pochivam.bg)